# Clintwood (Virginia)
Clintwood település az Amerikai Egyesült Államok Virginia államában, Dickenson megyében, melynek megyeszékhelye is. Lakosainak száma 1377 fő (2020. április 1.).

## Népesség
A település népességének változása:

| 2010 | 1 414 |
| 2020 | 1 377 |